# Mandevilla pendula
Mandevilla pendula là một loài thực vật có hoa trong họ La bố ma. Loài này được (Ule) Woodson mô tả khoa học đầu tiên năm 1933.